# Кингстон, Уильям
Уи́льям Ки́нгстон (англ. William Kingston; ок. 1476 — 14 сентября 1540) — английский землевладелец и политический деятель, был констеблем Тауэра в 1524—1540 годах, когда в нём среди других узников находилась Анна Болейн.

## Биография
О происхождении и ранних годах Кингстона известно мало. Сообщается, что в правление Генриха VII Уильям был йоменом, а затем стал членом отряда королевских телохранителей, которые стали известны как Йоменская стража телохранителей.
Возвышение Уильяма произошло в период правления Генриха VIII, когда он участвовал в военных походах, в том числе и в битве при Флоддене, в которой шотландцы потерпели сокрушительное поражение и был убит король Яков IV. В том же году Кингстон был посвящён в рыцари.
С 1514 по 1515 год Кингстон занимал должность главного шерифа Глостершира. В июне 1520 года он участвовал в мирных переговорах Англии с Франциском I, которые стали известны как «Поле золотой парчи», где оба монарха организовывали развлечения, чтобы превзойти друг друга в роскоши. В последующие годы Кингстон занимал несколько административных должностей, став в 1524 году также капитаном йоменской гвардии.
28 мая 1524 года он был назначен констеблем Тауэра, которым оставался в течение 16 лет. Во время его пребывания в этой должности, в Тауэре в мае 1536 года находилась Анна Болейн (мать будущей королевы Елизаветы I), которая обвинялась в супружеской измене, а также пятеро мужчин, которых обвинялись в любовной связи с Болейн. Все обвиняемые в том числе и Анна Болейн были казнены после судебных разбирательств.
Был богатым землевладельцем, некоторые из своих владений были получены после секуляризации монастырских земель или конфискации владений казнённых дворян.
Скончался 14 сентября 1540 года в Пейнсвике (Глостершир), был похоронен в часовне Парбек.

## Семья
Был дважды женат; от первых двух браков у него была дочь Бриджит и сын Энтони. Второй брак с Мэри Скруп был бездетным.